# Kungliga nationalstadsparken

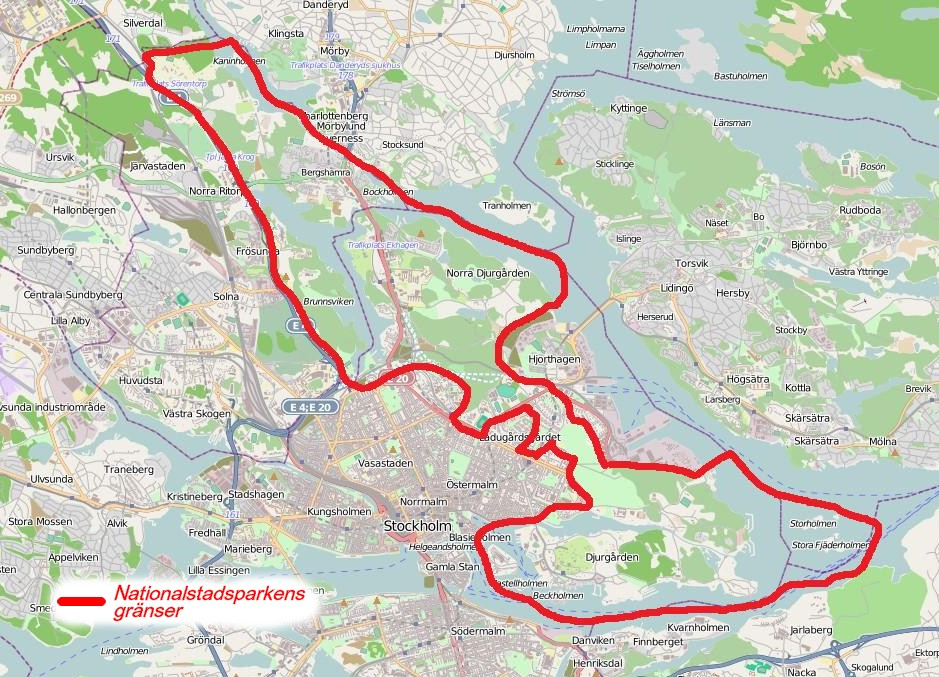
Nationalstadsparkens gränser (2010).

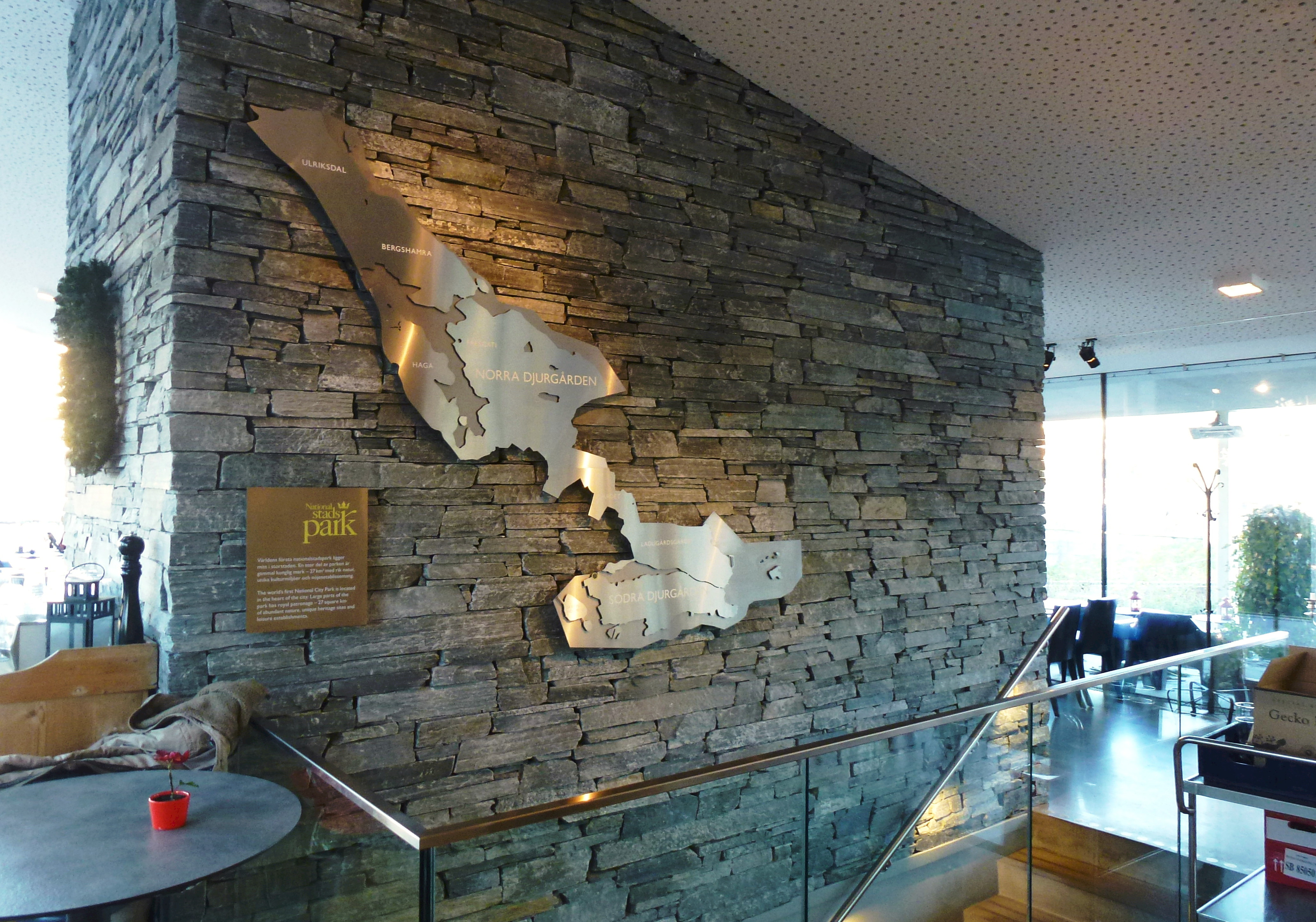
Karta över Nationalstadsparken i Djurgårdens besökscentrum, 2014.

Kungliga nationalstadsparken (även Nationalstadsparken eller Ekoparken) är möjligen världens första  nationalstadspark. Den omfattar delar av Stockholms, Lidingö och Solna kommuner. Parkområdet inom Lidingö kommun omfattar enbart ögruppen Fjäderholmarna. 
I denna nationalstadspark ingår som helhet Skeppsholmen, Kastellholmen, Stockholms sjögård och Fjäderholmarna, delar av Norra Djurgården, Ladugårdsgärdet, Djurgården, Bergshamra, Ulriksdal och Hagaparken samt Brunnsviken och en del av Edsviken.
Sedan år 2013 har Kungliga nationalstadsparken en officiell entré i form av en informationspaviljong vid Djurgårdsvägen 2 på Södra Djurgården kallat Djurgårdens besökscentrum eller "Royal Djurgården Visitor Center".

## Etymologi
Nationalstadsparken hette Nationalstadsparken Ulriksdal-Haga-Brunnsviken-Djurgården när den bildades 1995. I folkmun nyttjades även ofta namnet Ekoparken. Eftersom marken till stor del utgörs av gamla kungliga parkområden beslutade Sveriges regering i februari 2009 att namnet Kungliga nationalstadsparken ska användas. Det fanns även förslag att kalla parken Nationalstadsparken Stockholm-Solna. Sedermera står begreppet Ekoparken för Sveaskogs 34 områden med höga naturvärden. WWF:s Ekoparksfond har därför döpts om till Nationalstadsparksfonden WWF.

## Initiativ och riksdagsbeslut

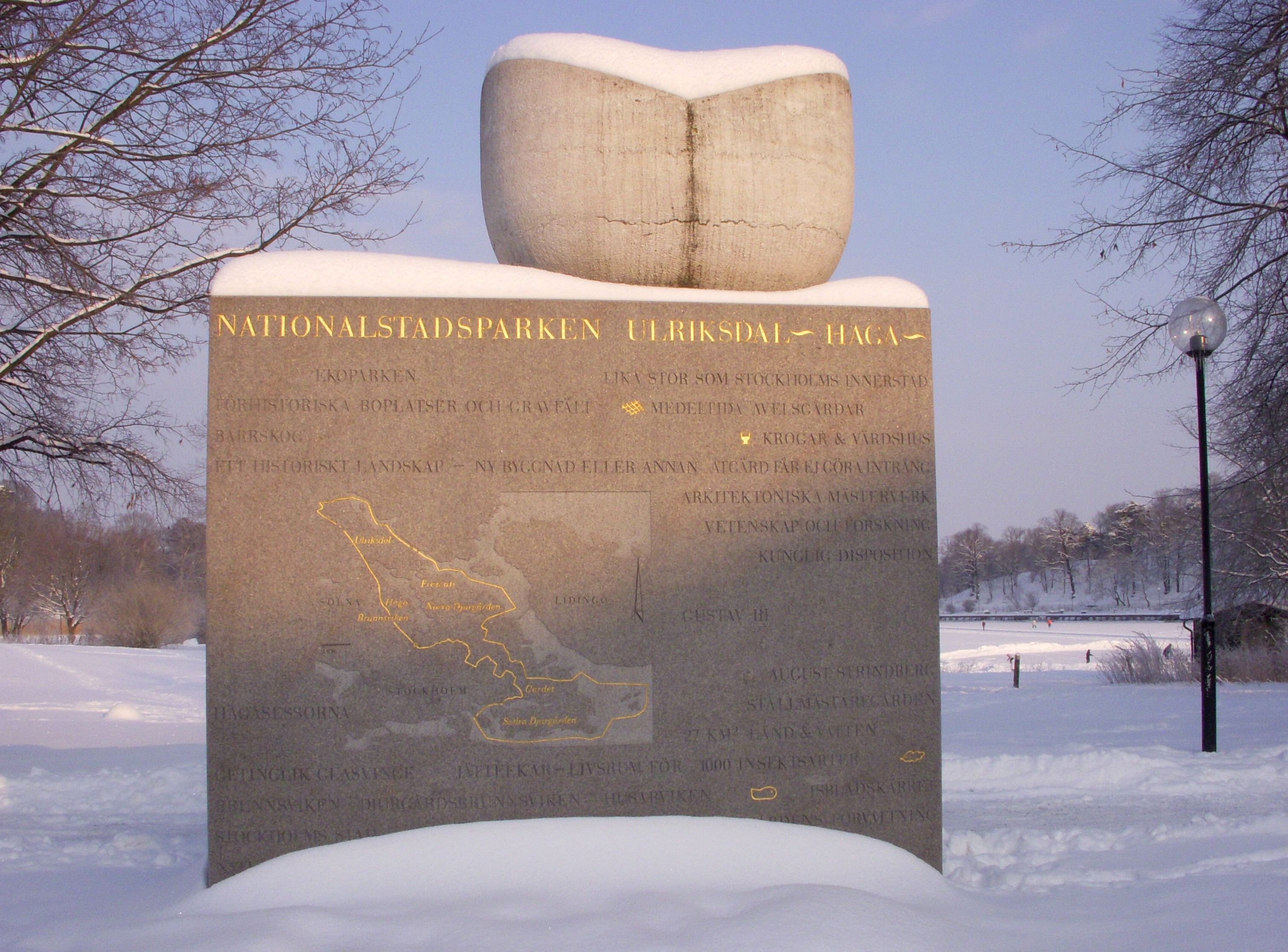
Nationalstadsparkens monument i Hagaparken, Solna kommun

År 1991 föreslogs i tre riksdagsmotioner att de områden som senare blev nationalstadspark skulle få ett starkt skydd. Grunden till Nationalstadsparken var det enhälliga riksdagsbeslut som togs den 7 december 1994. Lagstiftningen som reglerar Nationalstadsparken finns i Miljöbalken, där det bland annat står att läsa: 
| ”                            | Området Ulriksdal-Haga-Brunnsviken-Djurgården är en nationalstadspark. Inom en nationalstadspark får ny bebyggelse och nya anläggningar komma till stånd och andra åtgärder vidtas endast om det kan ske utan intrång i parklandskap eller naturmiljö och utan att det historiska landskapets natur- och kulturvärden i övrigt skadas. | „ |
| – 4 kapitlet 7 § Miljöbalken | |   |

I nationalstadsparken förverkligades för första gången idén att inrätta en nationalpark i omedelbar närhet till och inom en storstad, inklusive alla befintliga byggnader, infrastrukturer, parker, vattendrag, flora och fauna. Nationalstadsparken är sedan den 4 maj 2017 klassad som ett riksintresse för friluftsliv av Naturvårdsverket..
Parken förvaltas huvudsakligen av Kungliga Djurgårdens Förvaltning.

## Parken

En grafisk modell av kulturvärden i Kungl. Nationalstadsparken

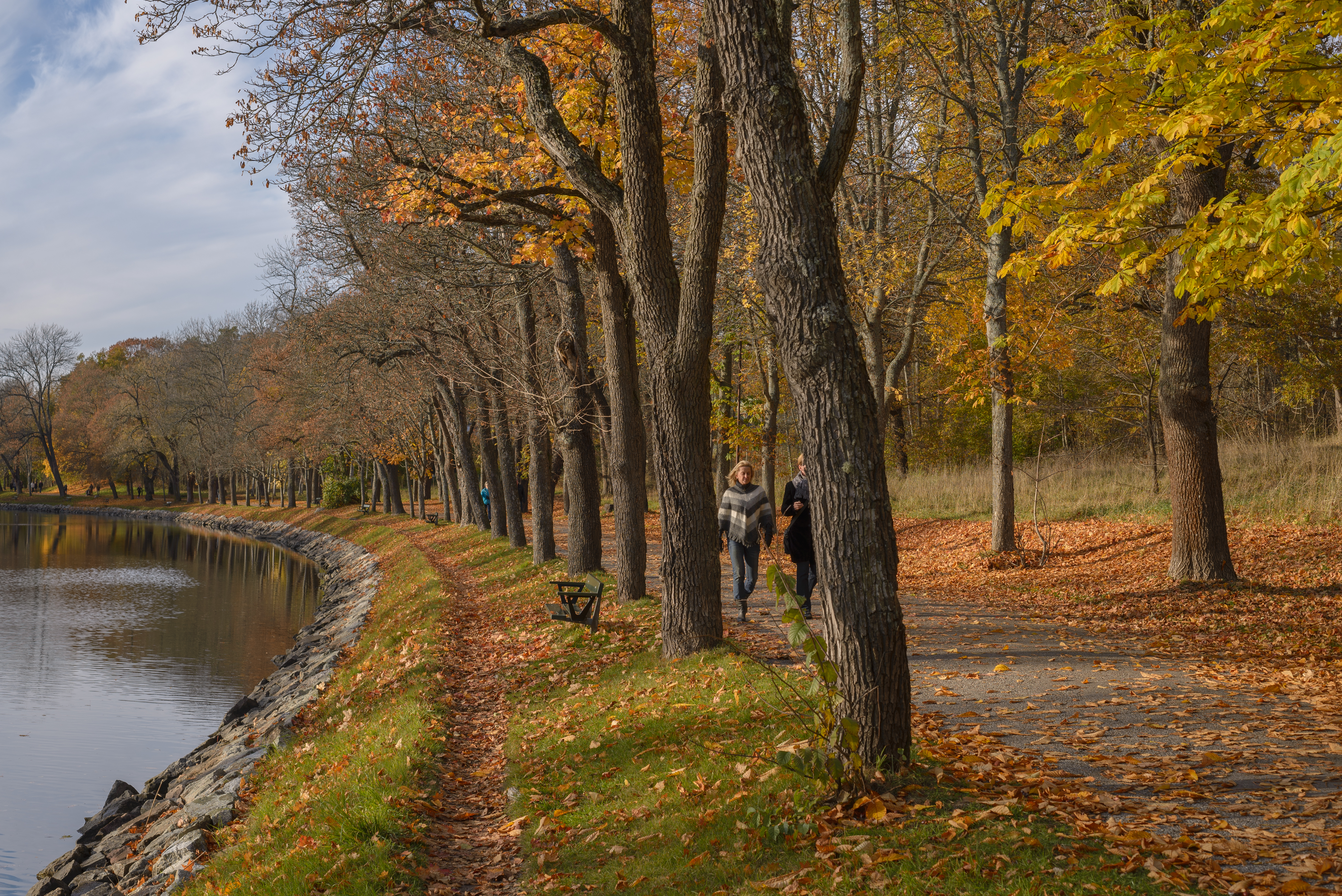
Djurgårdsbrunnskanalen i oktober 2013.

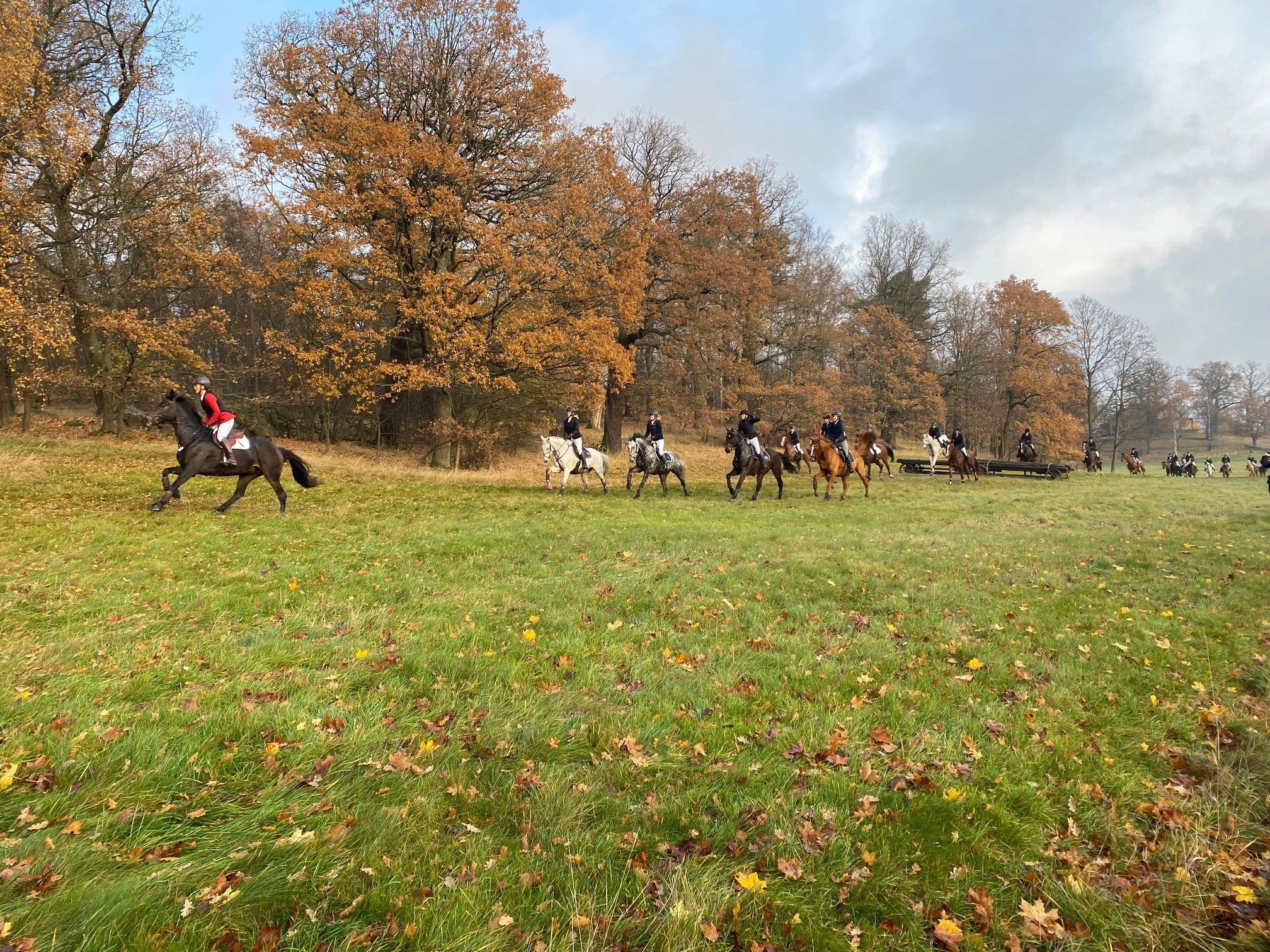
Den 125:e Hubertusjakten på Norra Djurgården i Stockholm, 2021.

Nationalstadsparken har en lång historia som avsatt sig i ett stort antal kulturella uttryck, vilka illustreras i den vidstående modellen av kulturvärden. 
Av fundamental betydelse för nationalstadsparkens tillblivelse var skapandet av barockparken Ulriksdal, jaktparken Djurgården och de engelska parkerna vid Haga-Brunnsviken under 1600- och 1700-talen, samt det kungliga markägandet respektive den kungliga dispositionsrätten efter år 1809. 
På basis av detta historiskt unika markutnyttjande har en rik kulturhistoria knuten till natur kunnat etableras. Bland annat finns en omfattande historik av rörelse, rekreation och friluftsliv. I parken ligger Fiskartorpet som har haft en central betydelse inom svensk skididrott och friluftsliv.
 De tre översta skikten i modellen står för den holistiska miljökamp som födde begreppen Gustavianska parken och Ekoparken, den kunskapsutveckling som är knuten till biologisk mångfald, och riksdagens samt regeringens arbete för bildandet av nationalstadsparken. Även implementeringen av lagen räknas in i det översta historiska skiktet.
Den 27 kvadratkilometer stora nationalstadsparken innehåller unika kultur- och naturvärden, allt från slott till koja, parker, sjöar, norra Europas största bestånd av grova ekar, bland dem Prins Eugens ek, som anses vara den största levande eken på Djurgården. Inom parkens vatten finns även den i Sverige utrotningshotade grönlingen (en sötvattensfisk). 
Gällande byggnader finns bokstavligen allt från "slott till koja". En av de äldsta byggnaderna i parken är Karl XI:s fiskestuga från 1680-talet, mellan Stora Skuggan och Lilla Skuggan på Norra Djurgården och vid Edsviken ligger Ulriksdals slott från 1640-talet. Den högsta byggnaden i nationalstadsparken är det 170 meter höga (inklusive mast) Kaknästornet, som invigdes 1967. Parken innehåller även bostadsområden, företag, motorvägar och Stockholms universitet samt Stockholms äldsta koloniträdgård, Koloniföreningen Söderbrunn som kom till år 1905 på Anna Lindhagens initiativ.
I parken försöker Djurgårdsförvaltningen även att återskapa äldre kulturlandskap. Ett exempel är området Fisksjöäng på Norra Djurgården. Fisksjöäng var den allra sista kåkstaden i Stockholm – den revs 2003. Numera är Fisksjöäng åter en äng och sedan några år låter Djurgårdsförvaltningen ett femtontal highland cattle-nötboskap beta på området så att landskapet hålls öppet. Detta är ett projekt i samarbete med Världsnaturfonden (WWF).
Uggleviken, en uppgrundad vik av Östersjön, ligger i parkens norra del. På grund av sin storlek och relativa orördhet är det Stockholms förnämsta fuktlövskog och har i Naturen i Stockholms län, en utflyktsguide klassats som ett område av mycket stort naturvärde. Biologiskt är området ett av de intressantaste i Stockholm med sällsynt fauna och flora.

## Cykelled
I september 2010 invigdes ett nytt cykelstråk som går genom Kungliga nationalstadsparken. Den 36 km långa cykelleden länkar samman Ulriksdal i norr med Blockhusudden i söder. För första gången sedan Kungliga nationalstadsparken skapades 1995 finns det nu ett sammanhängande skyltat cykelstråk. Det är Länsstyrelsen i Stockholms län som på det här sättet vill göra parken mer tillgänglig och öka kunskapen om den.
Det har nämligen visat sig att parken fortfarande efter 15 år (2010) är relativt okänd. Trettio procent av stockholmarna vet inte hur man hittar till Nationalstadsparken. Det finns visserligen information om parken men inte hur man hittar dit. Undersökningar visar att hälften av stockholmarna saknar information om hur man kommer till naturen runt staden, och för utländska turister finns nästan ingen information alls.

## Kritik
Lagstiftningen som reglerar Nationalstadsparken har fått omfattande[källa behövs] kritik för att den riskerar att hämma Stockholms utveckling och tillväxt. Parken förhindrar bland annat nybyggnation av bostäder, samtidigt som Stockholm och dess kranskommuner lider av mycket omfattande bostadsbrist.
Enskilda privatpersoner har med stöd av lagen kunnat försena och fördyra byggnationen av vägleden Norra länken, för att skydda en gräsmatta innanför Nationalstadsparkens gränser, som anlades så sent som på 1960-talet ovanpå byggmassor från Wenner-Gren Center . 
Lagen anses även vara svårtolkad. Från exempelvis Förbundet för Ekoparken, Haga-Brunnsvikens vänner och Samfundet S:t Erik finns en ambition att stoppa nya byggprojekt strax utanför Nationalstadsparkens gränser med argumentationen att de kan synas inifrån parken. Detta berör bland annat Hagastaden, Frösunda, snabbspårvägen Tvärbanans förlängning till Stockholms universitet, samt en framtida utbyggnad av Hjorthagen. Dessa hinder kan vara en anledning till att man valt att inte inrätta några fler nationalstadsparker i Sverige.

## Bilder
Byggnader

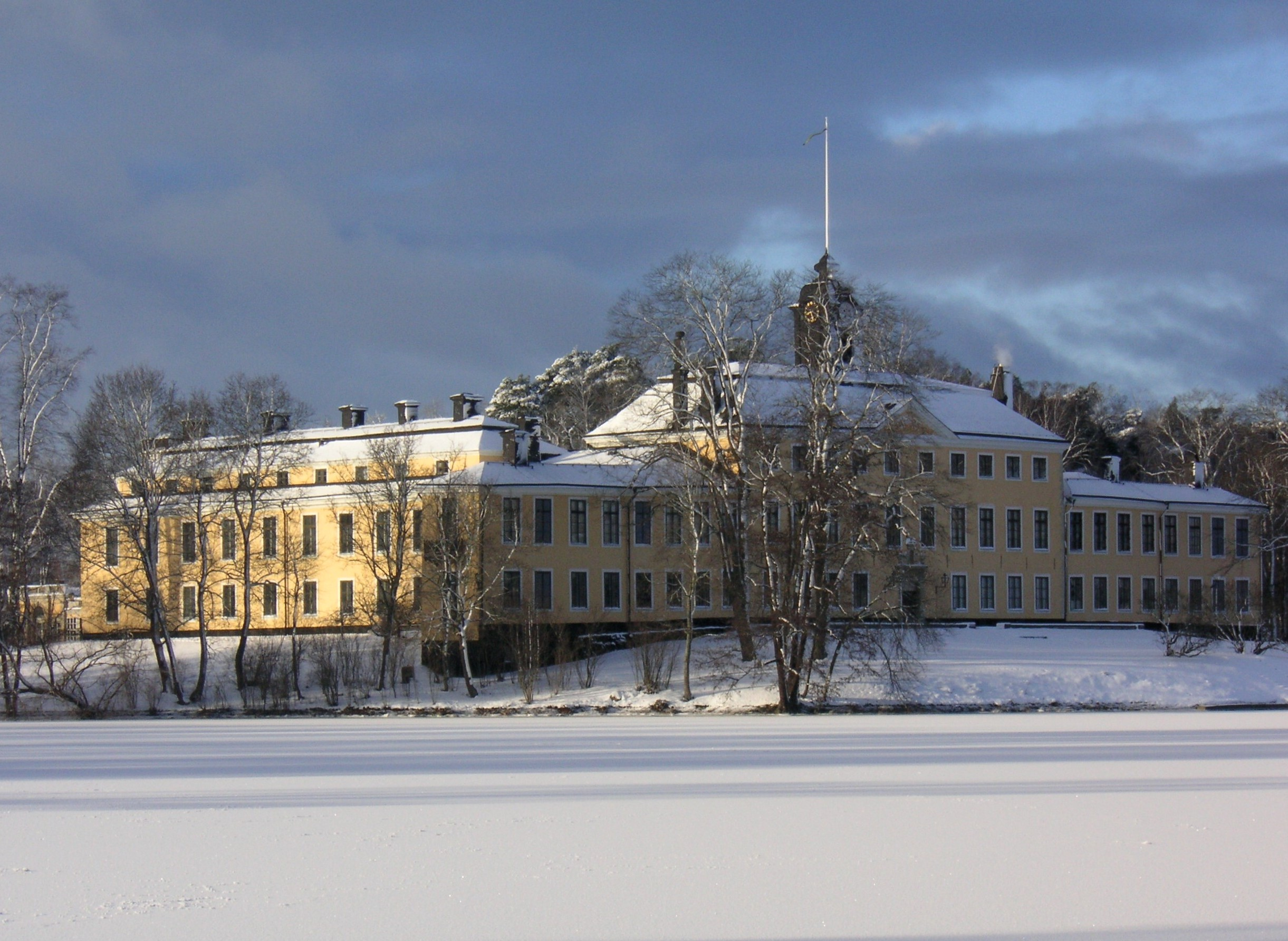
Ulriksdals slott från Edsviken
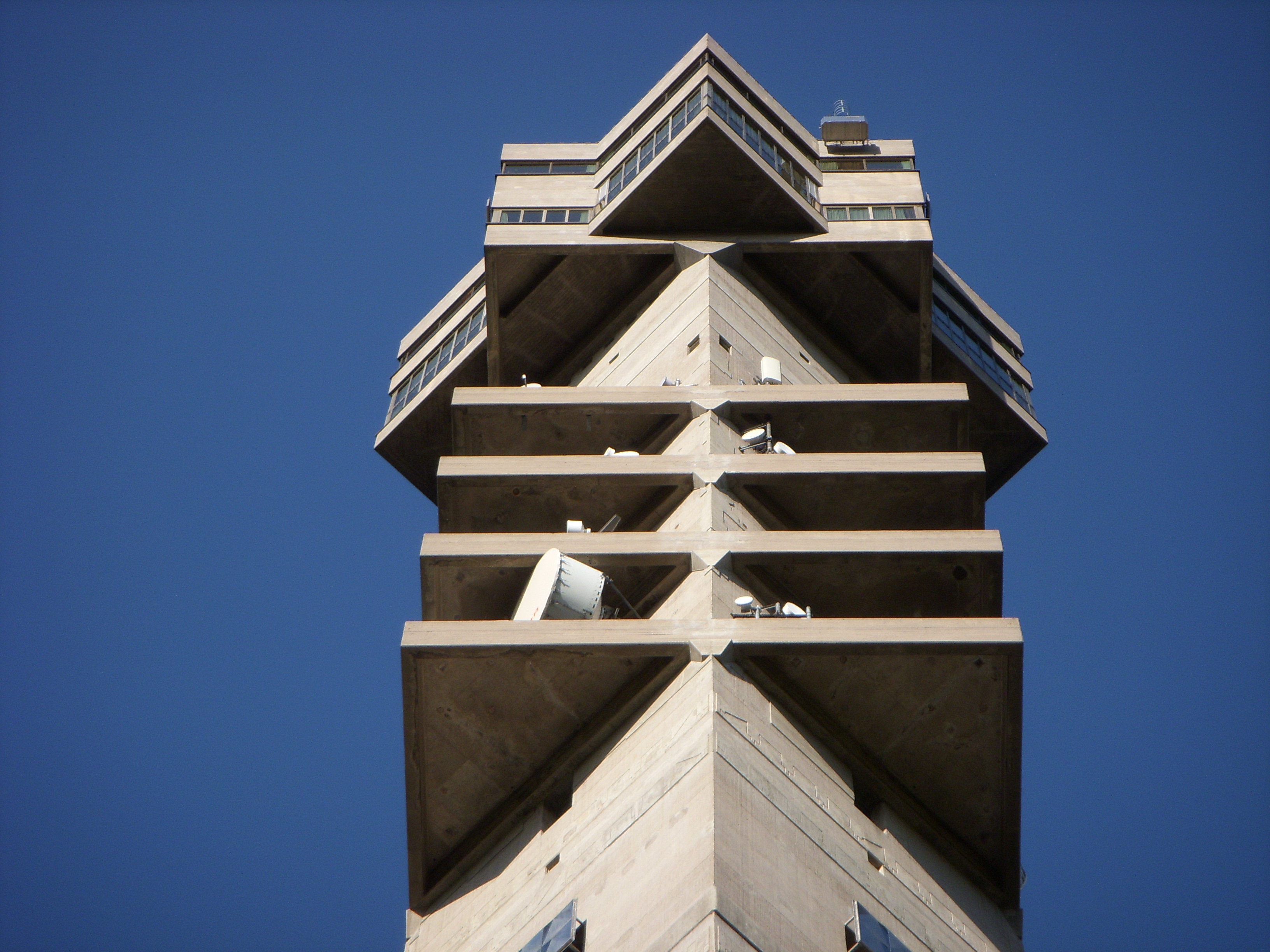
Kaknästornet
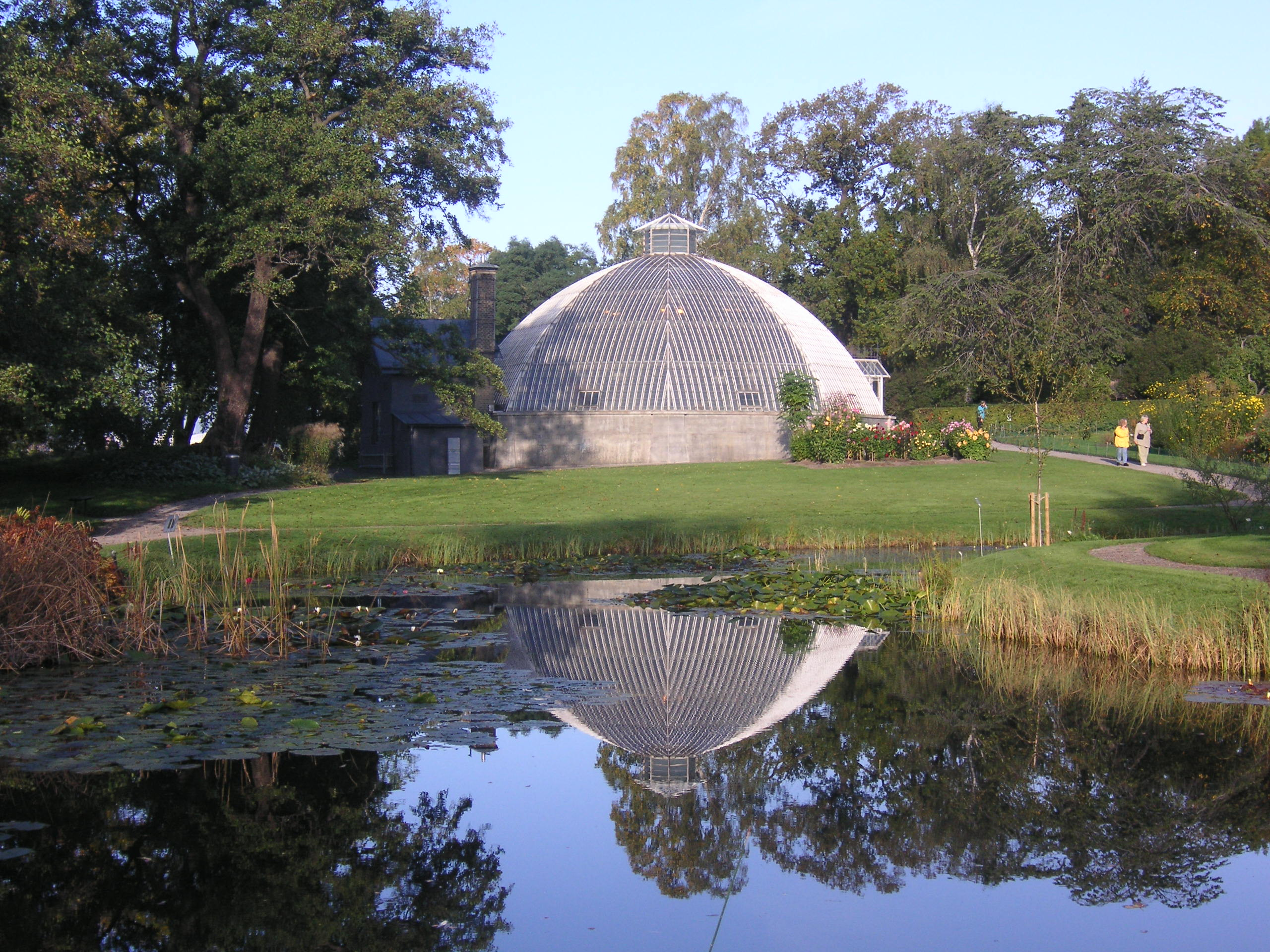
Victoriaväxthuset
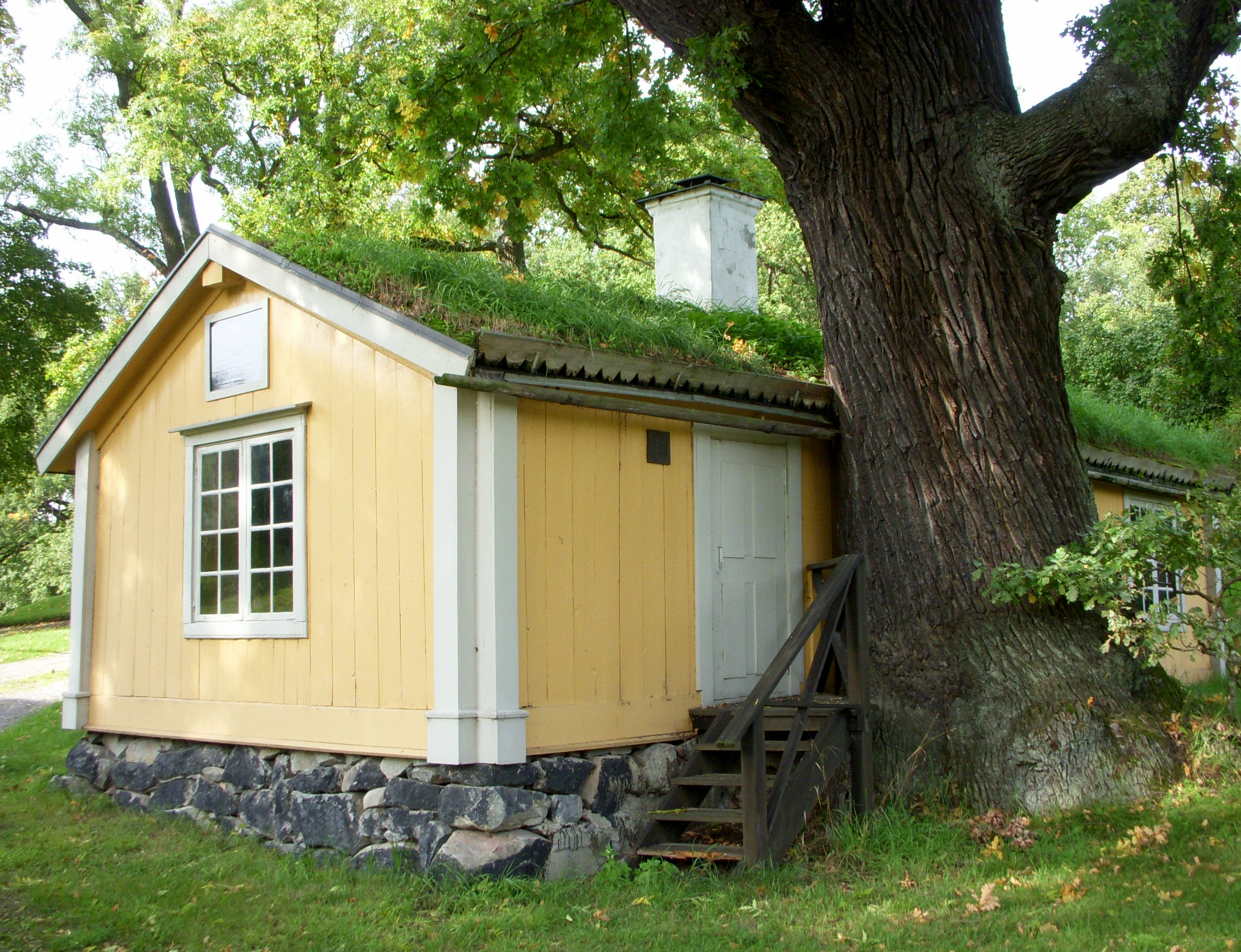
Karl XI:s fiskestuga

Fauna

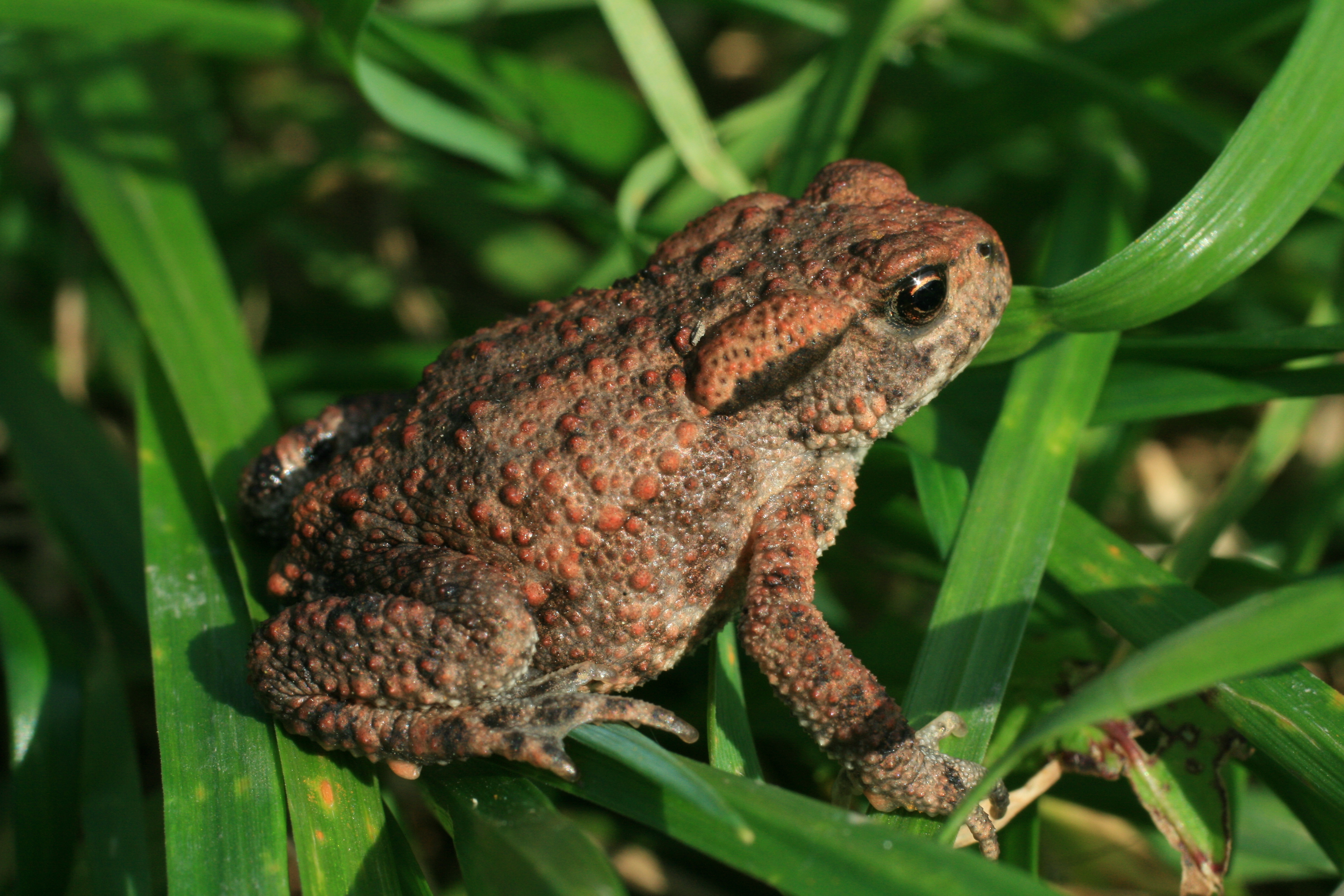
Padda Bufo bufo i Lill-Jansskogen
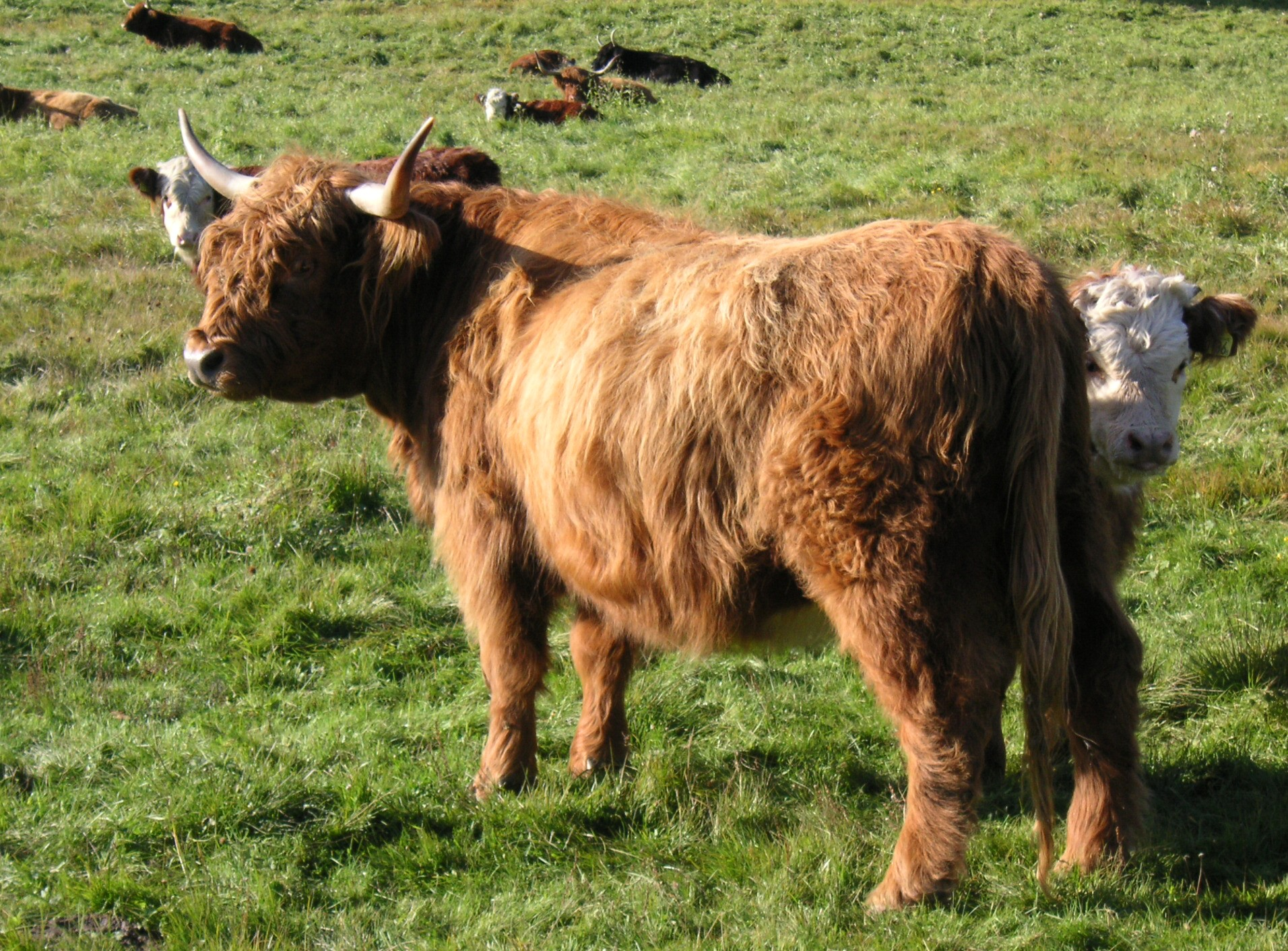
Highland cattle vid Fisksjöäng
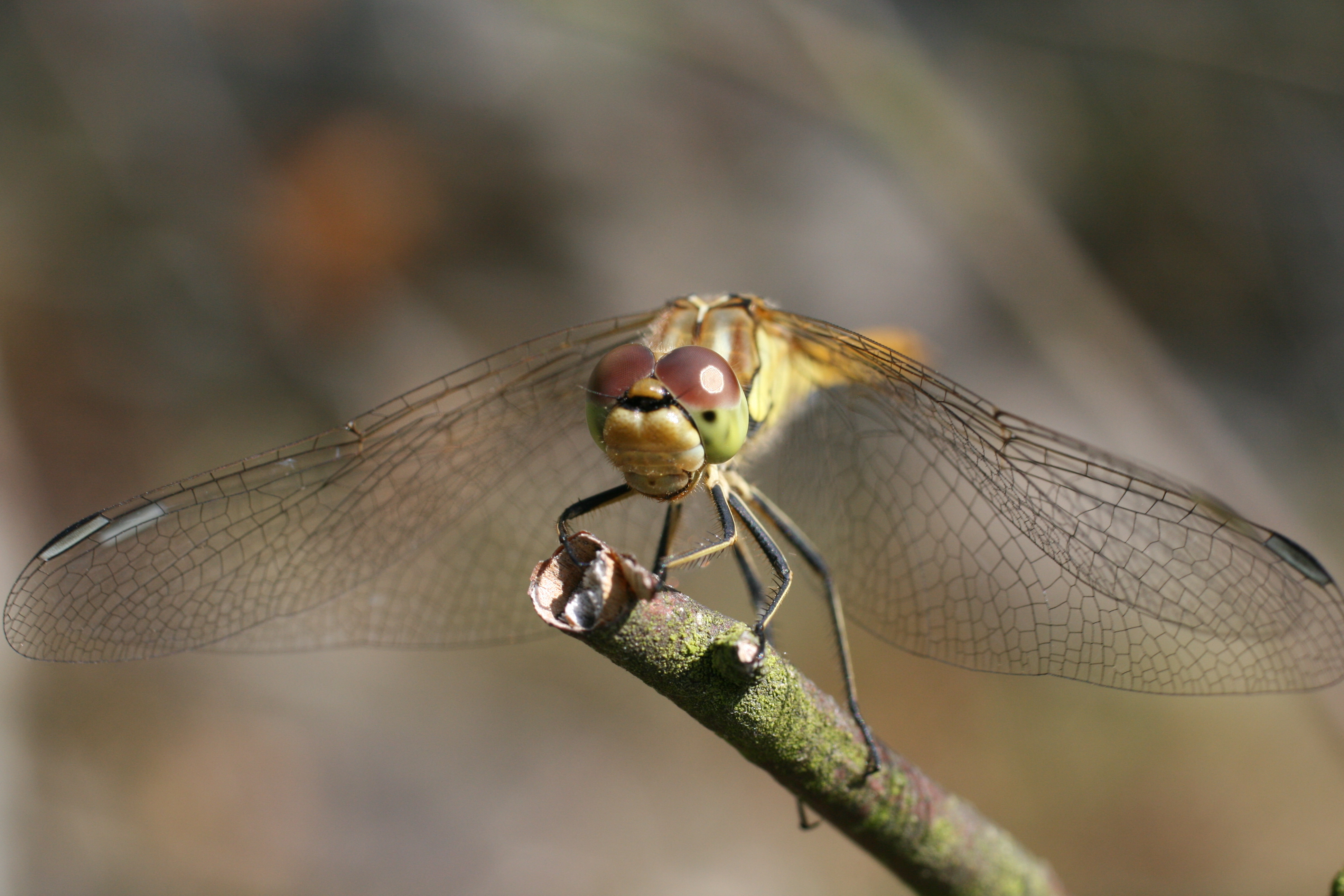
Trollslända i Lill-Jansskogen
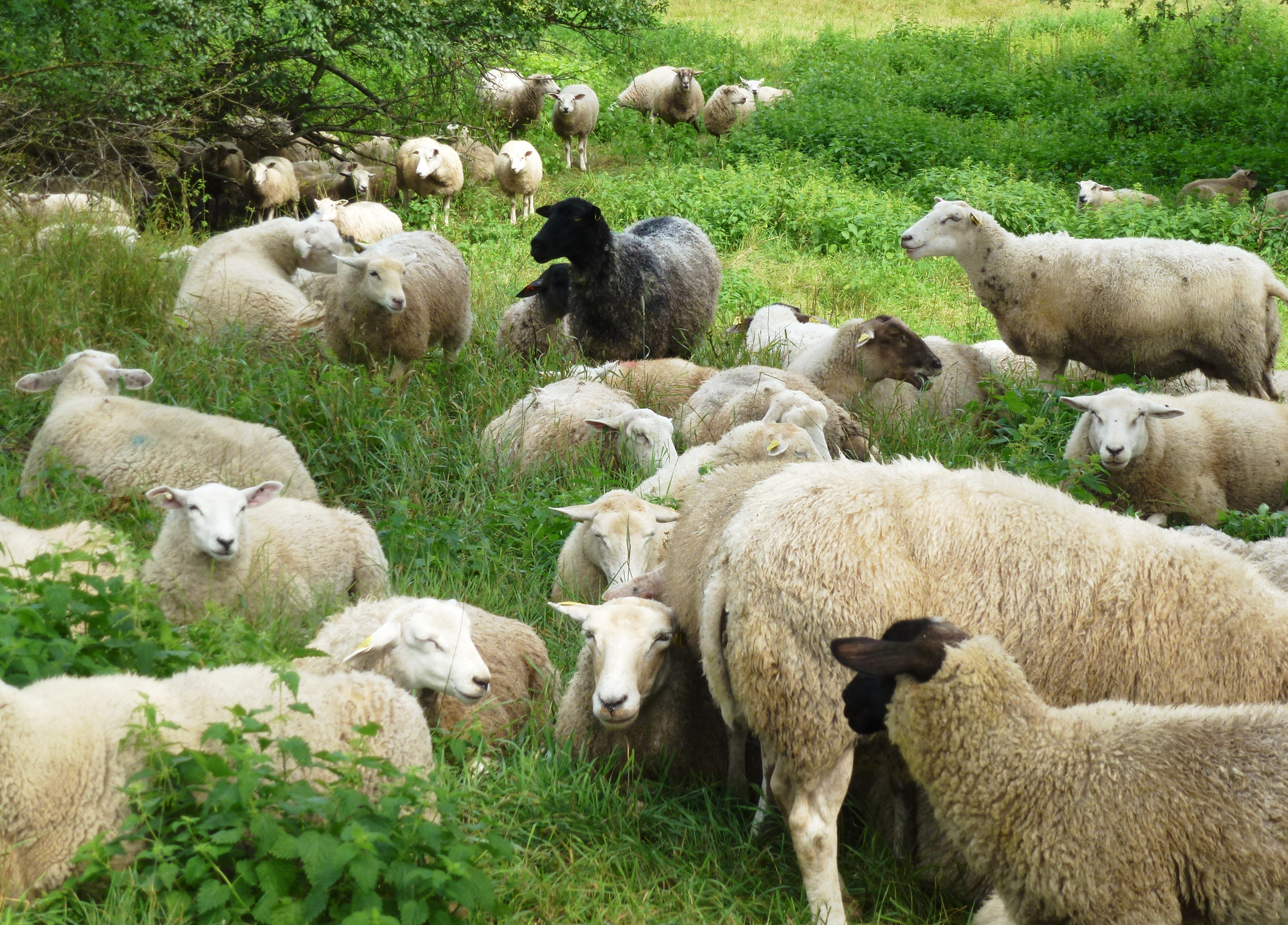
Får vid Stora Skuggan

Landskap

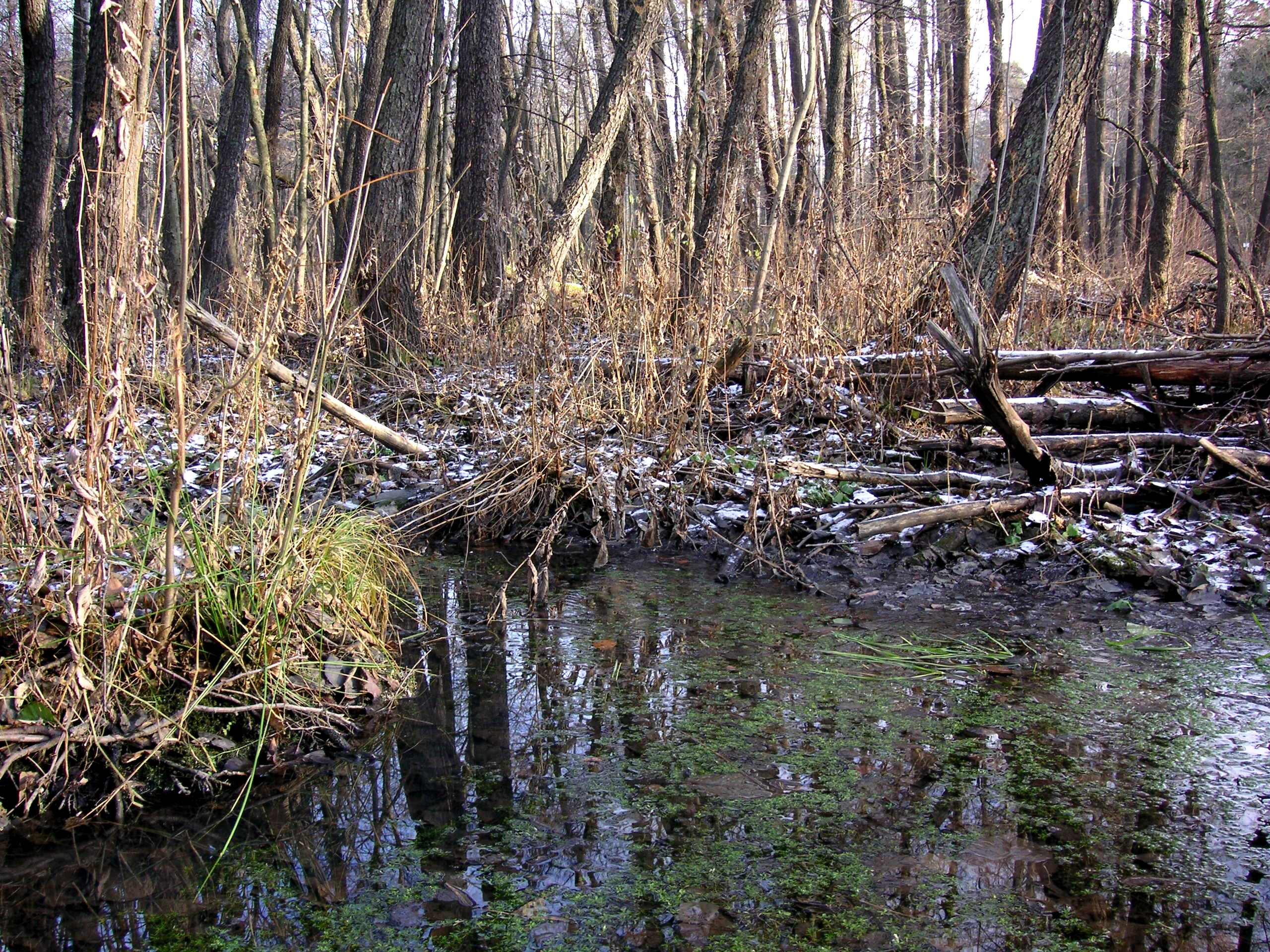
Uggleviken
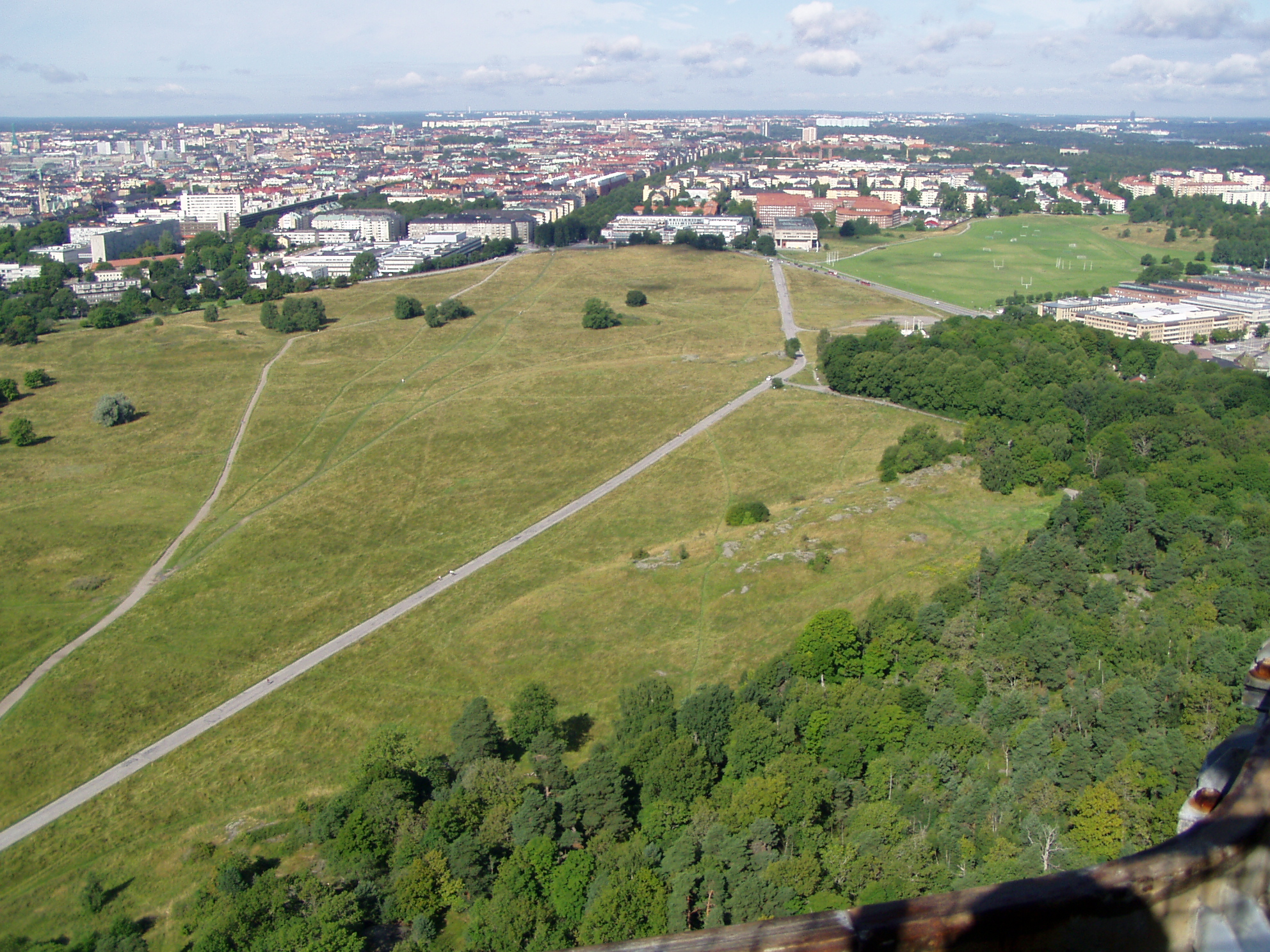
Ladugårdsgärdet
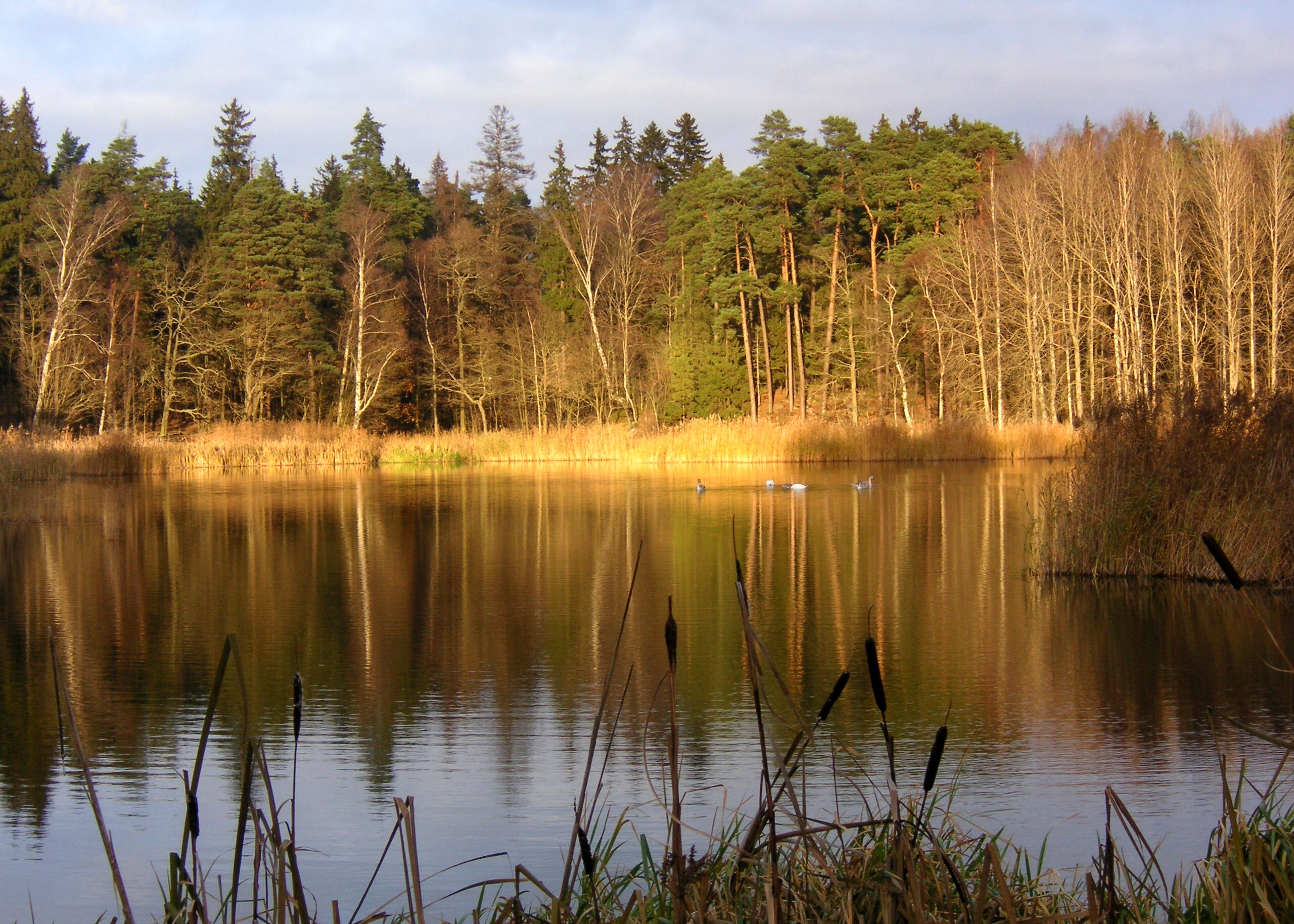
Lappkärret
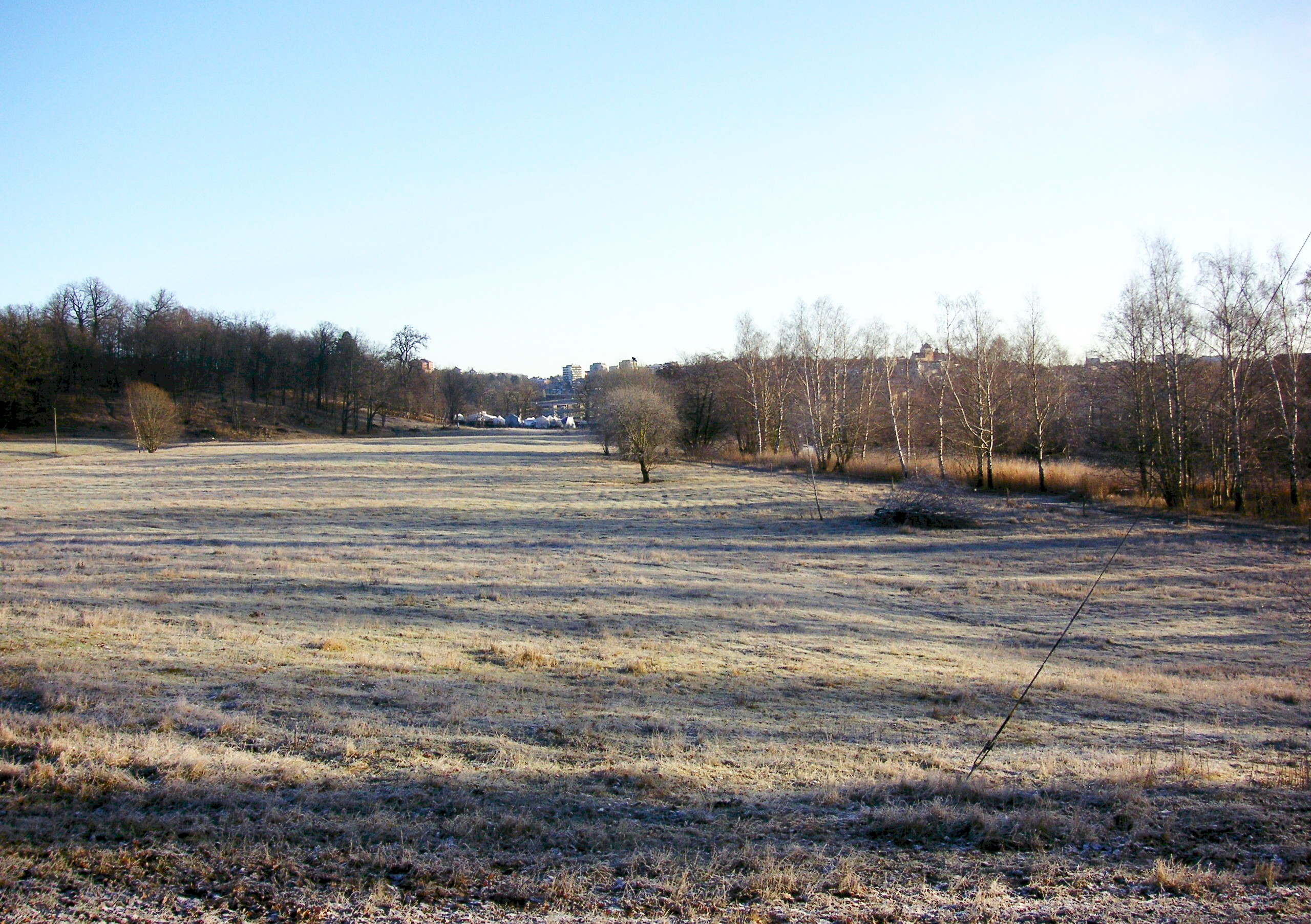
Fisksjöäng och Husarviken